# فابيو برافو
فابيو برافو (بالإيطالية: Fabio Bravo)‏ (4 سبتمبر 1989 في إيطاليا - ) هو لاعب كرة قدم إيطالي في مركز الوسط. لعب مع نادي كاربي وASD Sacilese Calcio ‏ وSSD Calcio San Donà ‏ وNK Kras Repen ‏ وACD Città di Concordia ‏ وCS Gaz Metan Mediaș ‏.

## وصلات خارجية
- فابيو برافو على موقع قاعدة بيانات كرة القدم.إي يو (الإنجليزية)
- فابيو برافو على موقع Soccerway.com (الإنجليزية)